# Agios Nikolaos (Cipro)
Agios Nikolaos è una città di Akrotiri e Dhekelia, due territori dell'isola di Cipro, costituiti da basi militari del Regno Unito.